# Ulf Andersson (Musiker)
Ulf Anders Hilmer Andersson (* 16. Juli 1940 in Örnsköldsvik; † 2. Februar 2023) war ein schwedischer Jazzmusiker (Saxophon, Flöte, Klarinette, Komposition).

## Leben und Wirken
Andersson, der im schwedischen Husum aufwuchs, etablierte sich Anfang der 1960er Jahre als Musiker; zunächst war er seit 1962 Mitglied im Quintett von Eje Thelin, mit dem er das Album So Far aufnahm, das 1963 mit einer Gyllene Skivan ausgezeichnet wurde; im Folgejahr trat er mit dieser Gruppe beim Deutschen Jazzfestival Frankfurt auf. Nach der Auflösung der Band gründete er eine Familie und wurde freiberuflicher Musiker in Stockholm. Er wirkte in Theater- und in Fernsehproduktionen, als Begleiter von Lill-Babs und Lill Lindfors und als Studiomusiker.
1971 gründete Andersson zusammen mit Ulf Adåker, Ahmadu Jarr und Jan Tolf die Fusionband EGBA (Electronic Groove & Beat Academy), mit der er insgesamt zehn Alben einspielte. Die Gruppe wurde mit ihrer Mischung aus afro-lateinamerikanischem Funk und einem Vorläufer dessen, was später Weltmusik genannt wurde, stilbildend. Weiterhin tourte er unter anderem mit ABBA, für die er auch als Studiomusiker tätig war („I Do, I Do, I Do, I Do, I Do“), und spielte mit der schwedischen Radiojazz-Band (Odyssey: In Studio & In Concert). 
Andersson legte 1990 sein Debütalbum unter eigenem Namen mit Saxes & Woodwinds vor; 1998 folgte Flying Carpet. In den 1990er Jahren leitete er, auch bei Tourneen, die Band von Monica Zetterlund. Er ist auch auf Alben von Bengt-Arne Wallin, Jan Johansson, Reebop Kwaku Baah, Feta Heta Linjen, Ivan Renliden, Alice Babs, Nils Lindberg, Siw Malmkvist, Lennart Åberg, Finn Sjöberg, Sylvia Vrethammar & Georgie Fame, Kjell Öhman, Rune Carlsson, Arne Domnérus, Terje Rypdal und dem Stockholm Jazz Orchestra zu hören. Tom Lord verzeichnet 101 Aufnahmen zwischen 1962 und 2003. Er komponierte auch für den Film.
Andersson unterrichtete an der Königlich Schwedischen Musikakademie in Stockholm und am Stockholmer Institut für Musikerziehung sowie an der Musikhögskolan Ingesund.